# سید رضا ناجی (نظامی)
سید رضا ناجی (۵ خرداد ۱۳۰۲ – ۲۶ بهمن ۱۳۵۷) سرلشکر نیروی زمینی شاهنشاهی ایران، فرماندار نظامی استان اصفهان و فرمانده مرکز توپخانه و موشک‌های اصفهان بود.

## فعالیت‌های نامی
رضا ناجی در سال‌های ۳۴ و ۳۵ در مقابله با عشایر کهگیلویه و بویراحمد به عنوان یکی از فرماندهان توپخانه مشارکت داشت.
او در دوران منتهی انقلاب مدتی نیز به عنوان فرماندار نظامی در اصفهان مشغول به خدمت شد. پس از آن به تهران منتقل شده و ریاست ستاد حکومت نظامی کشور را بر عهده گرفت. وی به همراه برخی دیگر از امرای ارشد ارتش مانند سپهبد بدره‌ای، سپهبد رحیمی، سپهبد ربیعی، سپهبد مقدم، سپهبد محققی، سرلشکر بیگلری، سرلشکر نشاط، سرلشکر خسروداد و سرلشکر امینی افشار از افرادی بود که در برنامه طراحی شده برای کودتای ارتش حضور داشت.

## انقلاب ۱۳۵۷
پس از انقلاب ۱۳۵۷ او دستگیر، محاکمه و به حکم صادق خلخالی، قاضی شرع دادگاه انقلاب به اعدام محکوم شد. حکم وی و سه نفر دیگر از امرای ارتش در تاریخ ۲۶ بهمن ۱۳۵۷ بر پشت بام مدرسه رفاه واقع در خیابان عین الدوله (ایران) به فرمان آیت‌الله خمینی اجرا گردید. رسول صدرعاملی خبرنگار وقت روزنامه اطلاعات در این مورد مدعی است که محاکمه تیمسار ناجی و سایر امرای اعدامی شده توسط ابراهیم یزدی صورت گرفته است.
پیکر ناجی در بهشت زهرا به خاک سپرده شد.

بلافاصله پس از اعدام انقلابی وی و سایر مقامات رژیم شاهنشاهی، جوانان مستقر در اطراف کمیتهٔ انقلاب و خیابان‌های ایران و ژاله شروع به تیراندازی هوایی کرده و به ابراز شادمانی از این واقعه پرداختند. خبر اعدام این گروه به وسیلهٔ بلندگو به اطلاع ساکنان خیابان‌های اطراف کمیتهٔ انقلاب رسید.

پیکر بی جان رضا ناجی بعد اعدام
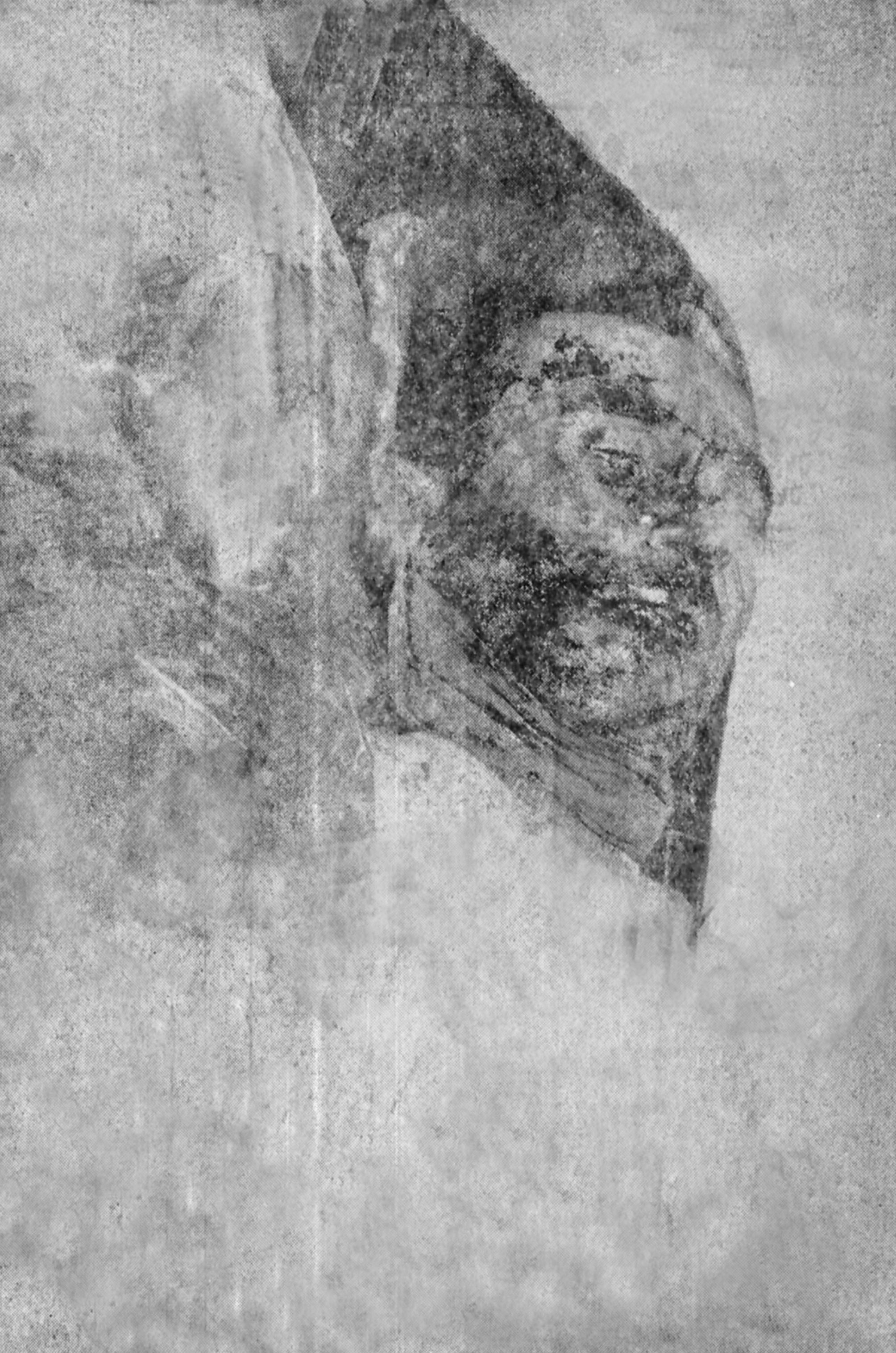
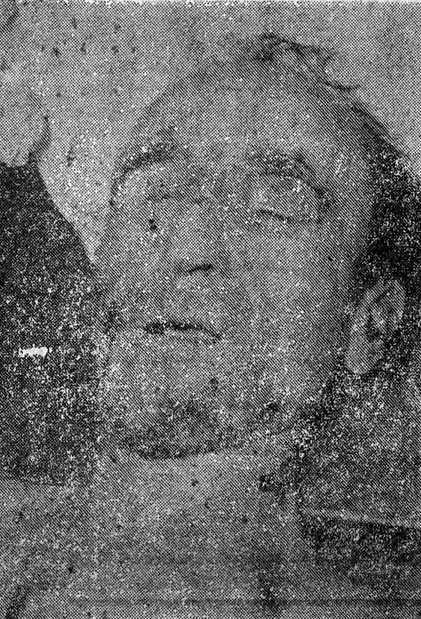